# Coupe d'Asie féminine de basket-ball 2025
Navigation
Australie 2023 Philippines 2027
La Coupe d'Asie féminine de basket-ball 2025 était la 31e édition de la Coupe d'Asie féminine de basket-ball, un tournoi féminin de basket-ball organisé par la FIBA Asie. Le tournoi se déroulait du 13 au 20 juillet 2025 en Chine.
L'Australie, la Chine, le Japon, la Corée du Sud, la Nouvelle-Zélande et les Philippines se qualifient pour les tournois de qualification de la Coupe du monde 2026 après avoir terminé dans les 3 premiers de leur groupe en se qualifiant pour le tableau final.
L'Australie se qualifie également pour la Coupe du monde 2026 après sa victoire 88 - 79 en finale face au Japon.

## Organisation

### Désignation du pays organisateur
Le 7 mars 2024, la Chine est désignée pays organisateur soit dix ans après l'édition 2015.

### Ville hôte
| [[Fichier:China LCC administrative map.svg\|240px\|{{#if:\|{{{alt}}}\|Coupe d'Asie féminine de basket-ball 2025 est dans la page Chine.]]Shenzhen | Shenzhen                   |
| --- | -------------------------- |
| [[Fichier:China LCC administrative map.svg\|240px\|{{#if:\|{{{alt}}}\|Coupe d'Asie féminine de basket-ball 2025 est dans la page Chine.]]Shenzhen | Centre sportif de Shenzhen |
| [[Fichier:China LCC administrative map.svg\|240px\|{{#if:\|{{{alt}}}\|Coupe d'Asie féminine de basket-ball 2025 est dans la page Chine.]]Shenzhen | Capacité: 13 000           |
| [[Fichier:China LCC administrative map.svg\|240px\|{{#if:\|{{{alt}}}\|Coupe d'Asie féminine de basket-ball 2025 est dans la page Chine.]]Shenzhen |                            |

## Qualifications

Carte des équipes qualifiées à la Coupe d'Asie féminine de basket-ball 2025

Aux côtés du pays organisateurs à savoir la Chine, toutes les équipes ayant terminé dans les 7 premiers de l'édition 2023 se maintiennent en Division A.
L'Indonésie, vainqueur de la Division B en 2023 obtiennent leur promotion en Division A pour la première fois depuis que les divisions sont créees et formées.
Pour la première fois depuis l'édition 1984, le Taipei chinois n'est pas présent dans le tournoi suite à sa relégation en Division B lors de l'édition 2023.
Pour la première fois, le Liban participe à la compétition pour la deuxième fois consécutive.

### Nations qualifiées
| Nation           | Qualification                   | Qualification | Apparitions | Apparitions | Apparitions | Apparitions | Meilleure performance                           | Classement FIBA |
| Nation           | En tant que                     | Date          | Nombre      | 1re         | Dern.       | Conséc.     | Meilleure performance                           | Classement FIBA |
| ---------------- | ------------------------------- | ------------- | ----------- | ----------- | ----------- | ----------- | ----------------------------------------------- | --------------- |
| Chine            | 1er en 2023 + pays organisateur | 28 juin 2023  | 25e         | 1976        | 2023        | 25          | Championne (Douze fois)                         | 4e              |
| Japon            | 2e en 2023                      | 28 juin 2023  | 29e         | 1965        | 2023        | 26          | Championne (1970, 2013, 2015, 2017, 2019, 2021) | 10e             |
| Australie        | 3e en 2023                      | 28 juin 2023  | 5e          | 2017        | 2023        | 5           | Vice-championne (2017)                          | 2e              |
| Nouvelle-Zélande | 4e en 2023                      | 28 juin 2023  | 5e          | 2017        | 2023        | 5           | 4e place (2023)                                 | 26e             |
| Corée du Sud     | 5e en 2023                      | 28 juin 2023  | 31e         | 1965        | 2023        | 31          | Championne (Douze fois)                         | 14e             |
| Philippines      | 6e en 2023                      | 28 juin 2023  | 11e         | 1965        | 2023        | 5           | 4e place (1965, 1984)                           | 39e             |
| Liban            | 7e en 2023                      | 30 juin 2023  | 3e          | 2011        | 2023        | 2           | 5e place (2011)                                 | 49e             |
| Indonésie        | Vainqueur de la Division B 2023 | 19 août 2023  | 13e         | 1970        | 1986        | 1           | 4e place (1972)                                 | 52e             |

## Premier tour
Légende :
- Qualifié pour les demi-finales
- Qualifié pour les quarts de finale
- Qualifié pour le match pour la 7e place

### Groupe A
| Rang | Équipe           | Pts | J | G | P | Pp  | Pc  | Diff |
| ---- | ---------------- | --- | - | - | - | --- | --- | ---- |
| 1    | Chine H T        | 6   | 3 | 3 | 0 | 286 | 179 | 107  |
| 2    | Corée du Sud     | 5   | 3 | 2 | 1 | 242 | 229 | 13   |
| 3    | Nouvelle-Zélande | 4   | 3 | 1 | 2 | 202 | 208 | -6   |
| 4    | Indonésie P      | 3   | 3 | 0 | 3 | 166 | 280 | -114 |

| 13 juillet 2025 19 h 30 | Rapport | Chine                                             | 110–59                              | Indonésie                                                   |  | Centre sportif de Shenzhen Shenzhen Affluence : 5000 Arbitres : Scott Beker Chan Owe Shiong Jennifer Ammoury |
| 13 juillet 2025 19 h 30 | Rapport | Score par quart-temps : 28-8, 21-12, 37-19, 24-20 |                                     |                                                             |  | Centre sportif de Shenzhen Shenzhen Affluence : 5000 Arbitres : Scott Beker Chan Owe Shiong Jennifer Ammoury |
| 13 juillet 2025 19 h 30 | Rapport | Score par mi-temps : 49-20, 61-39                 |                                     |                                                             |  | Centre sportif de Shenzhen Shenzhen Affluence : 5000 Arbitres : Scott Beker Chan Owe Shiong Jennifer Ammoury |
| 13 juillet 2025 19 h 30 | Rapport | Luo X.Y., 13 Luo X.Y., 6 Luo X.Y., 4 Luo X.Y., 19 | Points Rebonds Passes d. Évaluation | Pierre-Louis, 16 Pierre-Louis, 6 Retong, 5 Pierre-Louis, 12 |  | Centre sportif de Shenzhen Shenzhen Affluence : 5000 Arbitres : Scott Beker Chan Owe Shiong Jennifer Ammoury |

| 14 juillet 2025 13 h 30 | Rapport | Nouvelle-Zélande                                   | 76–78                               | Corée du Sud                                         |  | Centre sportif de Shenzhen Shenzhen Affluence : 528 Arbitres : Yana Nikogossyan Issam Al Siyabi Taha Al-Hashedi |
| 14 juillet 2025 13 h 30 | Rapport | Score par quart-temps : 19-24, 19-22, 15-18, 23-14 |                                     |                                                      |  | Centre sportif de Shenzhen Shenzhen Affluence : 528 Arbitres : Yana Nikogossyan Issam Al Siyabi Taha Al-Hashedi |
| 14 juillet 2025 13 h 30 | Rapport | Score par mi-temps : 38-46, 38-32                  |                                     |                                                      |  | Centre sportif de Shenzhen Shenzhen Affluence : 528 Arbitres : Yana Nikogossyan Issam Al Siyabi Taha Al-Hashedi |
| 14 juillet 2025 13 h 30 | Rapport | Shearer, 22 Tamilo, 8 Hokianga, 5 Shearer, 20      | Points Rebonds Passes d. Évaluation | Choi I.S., 23 Park J.H., 7 Heo Y.E., 7 Park J.H., 26 |  | Centre sportif de Shenzhen Shenzhen Affluence : 528 Arbitres : Yana Nikogossyan Issam Al Siyabi Taha Al-Hashedi |

| 15 juillet 2025 13 h 30 | Rapport | Indonésie                                         | 45–75                               | Nouvelle-Zélande                             |  | Centre sportif de Shenzhen Shenzhen Affluence : 268 Arbitres : Taha Al-Hashedi Samaneh Deghani Rakesh Ramalingaiah |
| 15 juillet 2025 13 h 30 | Rapport | Score par quart-temps : 14-21, 12-17, 9-20, 10-17 |                                     |                                              |  | Centre sportif de Shenzhen Shenzhen Affluence : 268 Arbitres : Taha Al-Hashedi Samaneh Deghani Rakesh Ramalingaiah |
| 15 juillet 2025 13 h 30 | Rapport | Score par mi-temps : 26-38, 19-37                 |                                     |                                              |  | Centre sportif de Shenzhen Shenzhen Affluence : 268 Arbitres : Taha Al-Hashedi Samaneh Deghani Rakesh Ramalingaiah |
| 15 juillet 2025 13 h 30 | Rapport | Pierre-Louis, 11 Kusuma, 7 Retong, 4 Kusuma, 9    | Points Rebonds Passes d. Évaluation | McGoldrick, 18 Pizzey, 13 Dale, 4 Pizzey, 21 |  | Centre sportif de Shenzhen Shenzhen Affluence : 268 Arbitres : Taha Al-Hashedi Samaneh Deghani Rakesh Ramalingaiah |

| 15 juillet 2025 19 h 30 | Rapport | Corée du Sud                                       | 69–91                               | Chine                                         |  | Centre sportif de Shenzhen Shenzhen Affluence : 10740 Arbitres : Issam Al-Siyabi Preeda Muongmee Leong Chuen Wing |
| 15 juillet 2025 19 h 30 | Rapport | Score par quart-temps : 13-16, 16-20, 20-30, 20-25 |                                     |                                               |  | Centre sportif de Shenzhen Shenzhen Affluence : 10740 Arbitres : Issam Al-Siyabi Preeda Muongmee Leong Chuen Wing |
| 15 juillet 2025 19 h 30 | Rapport | Score par mi-temps : 29-36, 40-55                  |                                     |                                               |  | Centre sportif de Shenzhen Shenzhen Affluence : 10740 Arbitres : Issam Al-Siyabi Preeda Muongmee Leong Chuen Wing |
| 15 juillet 2025 19 h 30 | Rapport | Choi I.S., 16 Choi I.S., 7 An H.J., 6 An H.J., 20  | Points Rebonds Passes d. Évaluation | Han X., 18 Han X., 12 Wang S.Y., 8 Han X., 26 |  | Centre sportif de Shenzhen Shenzhen Affluence : 10740 Arbitres : Issam Al-Siyabi Preeda Muongmee Leong Chuen Wing |

| 16 juillet 2025 16 h 30 | Rapport | Corée du Sud                                         | 95–62                               | Indonésie                                                   |  | Centre sportif de Shenzhen Shenzhen Affluence : 630 Arbitres : Taha Al-Hashedi Bandar Al-Suwaidi Rakesh Ramalingaiah |
| 16 juillet 2025 16 h 30 | Rapport | Score par quart-temps : 25-22, 23-12, 24-14, 23-14   |                                     |                                                             |  | Centre sportif de Shenzhen Shenzhen Affluence : 630 Arbitres : Taha Al-Hashedi Bandar Al-Suwaidi Rakesh Ramalingaiah |
| 16 juillet 2025 16 h 30 | Rapport | Score par mi-temps : 48-34, 47-28                    |                                     |                                                             |  | Centre sportif de Shenzhen Shenzhen Affluence : 630 Arbitres : Taha Al-Hashedi Bandar Al-Suwaidi Rakesh Ramalingaiah |
| 16 juillet 2025 16 h 30 | Rapport | Park J.H., 18 Lee H.R., 8 Park J.H., 7 Park J.H., 25 | Points Rebonds Passes d. Évaluation | Pierre-Louis, 16 Pierre-Louis, 7 Kusuma, 3 Pierre-Louis, 15 |  | Centre sportif de Shenzhen Shenzhen Affluence : 630 Arbitres : Taha Al-Hashedi Bandar Al-Suwaidi Rakesh Ramalingaiah |

| 16 juillet 2025 19 h 30 | Rapport | Chine                                               | 85–51                               | Nouvelle-Zélande                                |  | Centre sportif de Shenzhen Shenzhen Affluence : 7504 Arbitres : Yana Nikogossyan Preeda Muongmee Chan Owe Shiong |
| 16 juillet 2025 19 h 30 | Rapport | Score par quart-temps : 25-10, 17-13, 24-15, 19-13  |                                     |                                                 |  | Centre sportif de Shenzhen Shenzhen Affluence : 7504 Arbitres : Yana Nikogossyan Preeda Muongmee Chan Owe Shiong |
| 16 juillet 2025 19 h 30 | Rapport | Score par mi-temps : 42-23, 43-28                   |                                     |                                                 |  | Centre sportif de Shenzhen Shenzhen Affluence : 7504 Arbitres : Yana Nikogossyan Preeda Muongmee Chan Owe Shiong |
| 16 juillet 2025 19 h 30 | Rapport | Yang S.Y., 12 Huang S.J., 6 Wang S.Y., 7 Han X., 16 | Points Rebonds Passes d. Évaluation | Whittaker, 10 Tofaeono, 10 Dalton, 4 Dalton, 10 |  | Centre sportif de Shenzhen Shenzhen Affluence : 7504 Arbitres : Yana Nikogossyan Preeda Muongmee Chan Owe Shiong |

### Groupe B
| Rang | Équipe      | Pts | J | G | P | Pp  | Pc  | Diff |
| ---- | ----------- | --- | - | - | - | --- | --- | ---- |
| 1    | Australie   | 6   | 3 | 3 | 0 | 307 | 140 | 167  |
| 2    | Japon       | 5   | 3 | 2 | 1 | 224 | 229 | -5   |
| 3    | Philippines | 4   | 3 | 1 | 2 | 194 | 270 | -76  |
| 4    | Liban       | 3   | 3 | 0 | 3 | 172 | 258 | -86  |

| 13 juillet 2025 13 h 30 | Rapport | Japon                                             | 72–68                               | Liban                                     |  | Centre sportif de Shenzhen Shenzhen Affluence : 1125 Arbitres : Yana Nikogossyan Preeda Muongmee Taha Al-Hashedi |
| 13 juillet 2025 13 h 30 | Rapport | Score par quart-temps : 16-26, 28-15, 12-9, 16-18 |                                     |                                           |  | Centre sportif de Shenzhen Shenzhen Affluence : 1125 Arbitres : Yana Nikogossyan Preeda Muongmee Taha Al-Hashedi |
| 13 juillet 2025 13 h 30 | Rapport | Score par mi-temps : 44-41, 28-27                 |                                     |                                           |  | Centre sportif de Shenzhen Shenzhen Affluence : 1125 Arbitres : Yana Nikogossyan Preeda Muongmee Taha Al-Hashedi |
| 13 juillet 2025 13 h 30 | Rapport | Yabu, 19 Takada, 6 Mawuli, 4 Miyazawa, 15         | Points Rebonds Passes d. Évaluation | Aki, 27 Archer, 12 Mansour, 5 Mansour, 21 |  | Centre sportif de Shenzhen Shenzhen Affluence : 1125 Arbitres : Yana Nikogossyan Preeda Muongmee Taha Al-Hashedi |

| 13 juillet 2025 16 h 30 | Rapport | Australie                                         | 115–39                              | Philippines                                   |  | Centre sportif de Shenzhen Shenzhen Affluence : 1254 Arbitres : Issam Al Siyabi Kim Bohui Yuen Chun Yip |
| 13 juillet 2025 16 h 30 | Rapport | Score par quart-temps : 31-14, 22-11, 34-12, 28-2 |                                     |                                               |  | Centre sportif de Shenzhen Shenzhen Affluence : 1254 Arbitres : Issam Al Siyabi Kim Bohui Yuen Chun Yip |
| 13 juillet 2025 16 h 30 | Rapport | Score par mi-temps : 53-25, 62-14                 |                                     |                                               |  | Centre sportif de Shenzhen Shenzhen Affluence : 1254 Arbitres : Issam Al Siyabi Kim Bohui Yuen Chun Yip |
| 13 juillet 2025 16 h 30 | Rapport | Goodchild, 19 Bibby, 10 Ellis, 9 Bibby, 23        | Points Rebonds Passes d. Évaluation | De Jesus, 9 Animam, 5 Castillo, 2 Castillo, 8 |  | Centre sportif de Shenzhen Shenzhen Affluence : 1254 Arbitres : Issam Al Siyabi Kim Bohui Yuen Chun Yip |

| 14 juillet 2025 16 h 30 | Rapport | Liban                                            | 34–113                              | Australie                               |  | Centre sportif de Shenzhen Shenzhen Affluence : 346 Arbitres : Yuen Chun Yip Bandar Al-Suwaidi Rakesh Ramalingaiah |
| 14 juillet 2025 16 h 30 | Rapport | Score par quart-temps : 6-21, 11-28, 11-34, 6-30 |                                     |                                         |  | Centre sportif de Shenzhen Shenzhen Affluence : 346 Arbitres : Yuen Chun Yip Bandar Al-Suwaidi Rakesh Ramalingaiah |
| 14 juillet 2025 16 h 30 | Rapport | Score par mi-temps : 17-49, 17-64                |                                     |                                         |  | Centre sportif de Shenzhen Shenzhen Affluence : 346 Arbitres : Yuen Chun Yip Bandar Al-Suwaidi Rakesh Ramalingaiah |
| 14 juillet 2025 16 h 30 | Rapport | Labban, 11 Naassan, 7 Raffoul, 2 Jomaa, 3        | Points Rebonds Passes d. Évaluation | Bourne, 15 Bibby, 12 Woods, 7 Bibby, 23 |  | Centre sportif de Shenzhen Shenzhen Affluence : 346 Arbitres : Yuen Chun Yip Bandar Al-Suwaidi Rakesh Ramalingaiah |

| 14 juillet 2025 19 h 30 | Rapport | Philippines                                       | 82–85                               | Japon                                       |  | Centre sportif de Shenzhen Shenzhen Affluence : 476 Arbitres : Preeda Muongmee Leong Chuen Wing Chan Owe Shiong |
| 14 juillet 2025 19 h 30 | Rapport | Score par quart-temps : 20-31, 21-26, 16-20, 25-8 |                                     |                                             |  | Centre sportif de Shenzhen Shenzhen Affluence : 476 Arbitres : Preeda Muongmee Leong Chuen Wing Chan Owe Shiong |
| 14 juillet 2025 19 h 30 | Rapport | Score par mi-temps : 41-57, 41-28                 |                                     |                                             |  | Centre sportif de Shenzhen Shenzhen Affluence : 476 Arbitres : Preeda Muongmee Leong Chuen Wing Chan Owe Shiong |
| 14 juillet 2025 19 h 30 | Rapport | Animam, 24 Animam, 14 De Jesus, 6 Animam, 31      | Points Rebonds Passes d. Évaluation | Takada, 20 Miyazawa, 8 Tanaka, 7 Takada, 21 |  | Centre sportif de Shenzhen Shenzhen Affluence : 476 Arbitres : Preeda Muongmee Leong Chuen Wing Chan Owe Shiong |

| 15 juillet 2025 16 h 30 | Rapport | Japon                                            | 67–79                               | Australie                           |  | Centre sportif de Shenzhen Shenzhen Affluence : 2521 Arbitres : Yuen Chun Yip Yana Nikogossyan Bandar Al-Suwaidi |
| 15 juillet 2025 16 h 30 | Rapport | Score par quart-temps : 22-26, 29-16, 8-17, 8-20 |                                     |                                     |  | Centre sportif de Shenzhen Shenzhen Affluence : 2521 Arbitres : Yuen Chun Yip Yana Nikogossyan Bandar Al-Suwaidi |
| 15 juillet 2025 16 h 30 | Rapport | Score par mi-temps : 51-42, 16-37                |                                     |                                     |  | Centre sportif de Shenzhen Shenzhen Affluence : 2521 Arbitres : Yuen Chun Yip Yana Nikogossyan Bandar Al-Suwaidi |
| 15 juillet 2025 16 h 30 | Rapport | Mawuli, 19 Konno, 6 Tanaka, 5 Mawuli, 15         | Points Rebonds Passes d. Évaluation | Reid, 15 Aokuso, 8 Reid, 9 Reid, 23 |  | Centre sportif de Shenzhen Shenzhen Affluence : 2521 Arbitres : Yuen Chun Yip Yana Nikogossyan Bandar Al-Suwaidi |

| 16 juillet 2025 13 h 30 | Rapport | Philippines                                        | 73–70                               | Liban                                   |  | Centre sportif de Shenzhen Shenzhen Affluence : 226 Arbitres : Yuen Chun Yip Issam Al-Siyabi Leong Chuen Wing |
| 16 juillet 2025 13 h 30 | Rapport | Score par quart-temps : 29-12, 12-25, 14-20, 18-13 |                                     |                                         |  | Centre sportif de Shenzhen Shenzhen Affluence : 226 Arbitres : Yuen Chun Yip Issam Al-Siyabi Leong Chuen Wing |
| 16 juillet 2025 13 h 30 | Rapport | Score par mi-temps : 41-37, 32-33                  |                                     |                                         |  | Centre sportif de Shenzhen Shenzhen Affluence : 226 Arbitres : Yuen Chun Yip Issam Al-Siyabi Leong Chuen Wing |
| 16 juillet 2025 13 h 30 | Rapport | Panganiban, 15 Animam, 16 Animam, 5 Animam, 25     | Points Rebonds Passes d. Évaluation | Archer, 23 Archer, 10 Akl, 4 Archer, 26 |  | Centre sportif de Shenzhen Shenzhen Affluence : 226 Arbitres : Yuen Chun Yip Issam Al-Siyabi Leong Chuen Wing |

## Phase de classement

### Match pour la7eplace
| 18 juillet 2025 13 h 30 | Rapport | Indonésie                                              | 57–67                               | Liban                             |  | Centre sportif de Shenzhen Shenzhen Affluence : 125 Arbitres : Scott Beker Yana Nikogossyan Jiang Wenan |
| 18 juillet 2025 13 h 30 | Rapport | Score par quart-temps : 12-18, 10-13, 16-23, 19-13     |                                     |                                   |  | Centre sportif de Shenzhen Shenzhen Affluence : 125 Arbitres : Scott Beker Yana Nikogossyan Jiang Wenan |
| 18 juillet 2025 13 h 30 | Rapport | Score par mi-temps : 22-31, 35-36                      |                                     |                                   |  | Centre sportif de Shenzhen Shenzhen Affluence : 125 Arbitres : Scott Beker Yana Nikogossyan Jiang Wenan |
| 18 juillet 2025 13 h 30 | Rapport | Pierre-Louis, 16 Pierre-Louis, 11 Retong, 8 Retong, 19 | Points Rebonds Passes d. Évaluation | Akl, 26 Archer, 12 Akl, 5 Akl, 25 |  | Centre sportif de Shenzhen Shenzhen Affluence : 125 Arbitres : Scott Beker Yana Nikogossyan Jiang Wenan |

### Match pour la5eplace
| 19 juillet 2025 13 h 30 | Rapport | Philippines                                        | 71–78                               | Nouvelle-Zélande                                    |  | Centre sportif de Shenzhen Shenzhen Affluence : 220 Arbitres : Yu Yijing Leong Chuen Wing Rakesh Ramalingaiah |
| 19 juillet 2025 13 h 30 | Rapport | Score par quart-temps : 13-19, 25-23, 18-11, 15-25 |                                     |                                                     |  | Centre sportif de Shenzhen Shenzhen Affluence : 220 Arbitres : Yu Yijing Leong Chuen Wing Rakesh Ramalingaiah |
| 19 juillet 2025 13 h 30 | Rapport | Score par mi-temps : 38-42, 33-36                  |                                     |                                                     |  | Centre sportif de Shenzhen Shenzhen Affluence : 220 Arbitres : Yu Yijing Leong Chuen Wing Rakesh Ramalingaiah |
| 19 juillet 2025 13 h 30 | Rapport | De Jesus, 16 Animam, 8 Animam, 4 Animam, 19        | Points Rebonds Passes d. Évaluation | McGoldrick, 17 Pizzey, 10 Shearer, 4 McGoldrick, 17 |  | Centre sportif de Shenzhen Shenzhen Affluence : 220 Arbitres : Yu Yijing Leong Chuen Wing Rakesh Ramalingaiah |

## Phase à élimination directe

### Tableau final
|  | Quarts de finale | Quarts de finale | Quarts de finale | Quarts de finale |                               |                               | Demi-finales                  | Demi-finales                  | Demi-finales    | Demi-finales    |                 |                 | Finale          | Finale          | Finale          | Finale          |
|  |                  |                  |                  |                  |                               |                               |                               |                               |                 |                 |                 |                 |                 |                 |                 |                 |
|  |                  |                  |                  |                  |                               |                               | 19 juillet 2025               | 19 juillet 2025               | 19 juillet 2025 | 19 juillet 2025 |                 |                 | 20 juillet 2025 | 20 juillet 2025 | 20 juillet 2025 | 20 juillet 2025 |
|  |                  |                  |                  |                  |                               |                               | 19 juillet 2025               | 19 juillet 2025               | 19 juillet 2025 | 19 juillet 2025 |                 |                 | 20 juillet 2025 | 20 juillet 2025 | 20 juillet 2025 | 20 juillet 2025 |
|  |                  |                  |                  |                  |                               |                               | 19 juillet 2025               | 19 juillet 2025               | 19 juillet 2025 | 19 juillet 2025 |                 |                 | 20 juillet 2025 | 20 juillet 2025 | 20 juillet 2025 | 20 juillet 2025 |
|  |                  |                  |                  |                  |                               |                               | 19 juillet 2025               | 19 juillet 2025               | 19 juillet 2025 | 19 juillet 2025 |                 |                 | 20 juillet 2025 | 20 juillet 2025 | 20 juillet 2025 | 20 juillet 2025 |
|  |                  |                  |                  |                  |                               |                               | 19 juillet 2025               | 19 juillet 2025               | 19 juillet 2025 | 19 juillet 2025 |                 |                 | 20 juillet 2025 | 20 juillet 2025 | 20 juillet 2025 | 20 juillet 2025 |
|  | A1               | Chine            | 81               | 81               |                               |                               |                               |                               |                 |                 |                 |                 | 20 juillet 2025 | 20 juillet 2025 | 20 juillet 2025 | 20 juillet 2025 |
|  | A1               | Chine            | 81               | 81               | 18 juillet 2025               |                               |                               |                               |                 |                 |                 |                 | 20 juillet 2025 | 20 juillet 2025 | 20 juillet 2025 | 20 juillet 2025 |
|  |                  |                  | B2               | Japon            | 90                            | 90                            |                               |                               |                 |                 |                 |                 | 20 juillet 2025 | 20 juillet 2025 | 20 juillet 2025 | 20 juillet 2025 |
|  | B2               | Japon            | B2               | Japon            | 90                            | 90                            | 77                            | 77                            |                 |                 |                 |                 | 20 juillet 2025 | 20 juillet 2025 | 20 juillet 2025 | 20 juillet 2025 |
|  | B2               | Japon            | 19 juillet 2025  |                  |                               |                               | 77                            | 77                            |                 |                 |                 |                 | 20 juillet 2025 | 20 juillet 2025 | 20 juillet 2025 | 20 juillet 2025 |
|  | A3               | Nouvelle-Zélande | 62               | 62               |                               |                               |                               |                               |                 |                 |                 |                 | 20 juillet 2025 | 20 juillet 2025 | 20 juillet 2025 | 20 juillet 2025 |
|  | A3               | Nouvelle-Zélande | 62               | 62               | B2                            | Japon                         | 79                            | 79                            |                 |                 |                 |                 |                 |                 |                 |                 |
|  |                  |                  |                  |                  | B2                            | Japon                         | 79                            | 79                            |                 |                 |                 |                 |                 |                 |                 |                 |
|  |                  |                  | B1               | Australie        | 88                            | 88                            |                               |                               |                 |                 |                 |                 |                 |                 |                 |                 |
|  |                  |                  |                  |                  | 88                            | 88                            |                               |                               |                 |                 |                 |                 |                 |                 |                 |                 |
|  |                  |                  |                  |                  |                               |                               |                               |                               |                 |                 |                 |                 |                 |                 |                 |                 |
|  |                  |                  |                  |                  |                               |                               |                               |                               |                 |                 |                 |                 |                 |                 |                 |                 |
|  | B1               | Australie        | 86               | 86               | Match pour la troisième place | Match pour la troisième place | Match pour la troisième place | Match pour la troisième place |                 |                 |                 |                 |                 |                 |                 |                 |
|  | B1               | Australie        | 86               | 86               | Match pour la troisième place | Match pour la troisième place | Match pour la troisième place | Match pour la troisième place | 18 juillet 2025 |                 |                 |                 |                 |                 |                 |                 |
|  |                  |                  | A2               | Corée du Sud     | 73                            | 73                            |                               |                               | 20 juillet 2025 | 20 juillet 2025 | 20 juillet 2025 | 20 juillet 2025 |                 |                 |                 |                 |
|  | A2               | Corée du Sud     | A2               | Corée du Sud     | 73                            | 73                            | 104                           | 104                           | 20 juillet 2025 | 20 juillet 2025 | 20 juillet 2025 | 20 juillet 2025 |                 |                 |                 |                 |
|  | A2               | Corée du Sud     |                  |                  |                               |                               |                               | 104                           |                 |                 | A1              | Chine           | 101             | 101             |                 |                 |
|  | B3               | Philippines      | 71               | 71               |                               |                               |                               |                               |                 |                 | A1              | Chine           | 101             | 101             |                 |                 |
|  | B3               | Philippines      | 71               | 71               | A2                            | Corée du Sud                  | 66                            | 66                            |                 |                 |                 |                 |                 |                 |                 |                 |
|  |                  |                  |                  |                  |                               |                               |                               |                               |                 |                 |                 |                 |                 |                 |                 |                 |

### Quarts de finale
| 18 juillet 2025 16 h 30 | Rapport | Japon                                             | 77–62                               | Nouvelle-Zélande                                       |  | Centre sportif de Shenzhen Shenzhen Affluence : 350 Arbitres : Issam Al-Siyabi Yuen Chun Yip Jennifer Ammoury |
| 18 juillet 2025 16 h 30 | Rapport | Score par quart-temps : 19-17, 20-24, 22-8, 16-13 |                                     |                                                        |  | Centre sportif de Shenzhen Shenzhen Affluence : 350 Arbitres : Issam Al-Siyabi Yuen Chun Yip Jennifer Ammoury |
| 18 juillet 2025 16 h 30 | Rapport | Score par mi-temps : 39-41, 38-21                 |                                     |                                                        |  | Centre sportif de Shenzhen Shenzhen Affluence : 350 Arbitres : Issam Al-Siyabi Yuen Chun Yip Jennifer Ammoury |
| 18 juillet 2025 16 h 30 | Rapport | Tanaka, 17 Miyazawa, 10 Kawai, 6 Miyazawa, 19     | Points Rebonds Passes d. Évaluation | McGoldrick, 28 McGoldrick, 12 Pizzey, 3 McGoldrick, 36 |  | Centre sportif de Shenzhen Shenzhen Affluence : 350 Arbitres : Issam Al-Siyabi Yuen Chun Yip Jennifer Ammoury |

| 18 juillet 2025 19 h 30 | Rapport | Corée du Sud                                       | 104–71                              | Philippines                                           |  | Centre sportif de Shenzhen Shenzhen Affluence : 480 Arbitres : Preeda Muongmee Taha Al-Hashedi Chan Owe Shiong |
| 18 juillet 2025 19 h 30 | Rapport | Score par quart-temps : 30-16, 29-16, 19-17, 26-22 |                                     |                                                       |  | Centre sportif de Shenzhen Shenzhen Affluence : 480 Arbitres : Preeda Muongmee Taha Al-Hashedi Chan Owe Shiong |
| 18 juillet 2025 19 h 30 | Rapport | Score par mi-temps : 59-32, 45-39                  |                                     |                                                       |  | Centre sportif de Shenzhen Shenzhen Affluence : 480 Arbitres : Preeda Muongmee Taha Al-Hashedi Chan Owe Shiong |
| 18 juillet 2025 19 h 30 | Rapport | Lee H.R., 24 Park J.H., 9 Heo Y.E., 8 Lee H.R., 25 | Points Rebonds Passes d. Évaluation | Panganiban, 19 Animam, 7 Panganiban, 3 Panganiban, 20 |  | Centre sportif de Shenzhen Shenzhen Affluence : 480 Arbitres : Preeda Muongmee Taha Al-Hashedi Chan Owe Shiong |

### Demi-finales
| 19 juillet 2025 16 h 30 | Rapport | Australie                                          | 86–73                               | Corée du Sud                                       |  | Centre sportif de Shenzhen Shenzhen Affluence : 1900 Arbitres : Issam Al-Siyabi Jennifer Ammoury Bandar Al-Suwaidi |
| 19 juillet 2025 16 h 30 | Rapport | Score par quart-temps : 22-13, 20-25, 22-16, 22-19 |                                     |                                                    |  | Centre sportif de Shenzhen Shenzhen Affluence : 1900 Arbitres : Issam Al-Siyabi Jennifer Ammoury Bandar Al-Suwaidi |
| 19 juillet 2025 16 h 30 | Rapport | Score par mi-temps : 42-38, 44-35                  |                                     |                                                    |  | Centre sportif de Shenzhen Shenzhen Affluence : 1900 Arbitres : Issam Al-Siyabi Jennifer Ammoury Bandar Al-Suwaidi |
| 19 juillet 2025 16 h 30 | Rapport | George, 20 George, 13 Reid, 8 George, 28           | Points Rebonds Passes d. Évaluation | Heo Y.E., 20 Lee H.R., 5 Shin J.H., 7 Heo Y.E., 26 |  | Centre sportif de Shenzhen Shenzhen Affluence : 1900 Arbitres : Issam Al-Siyabi Jennifer Ammoury Bandar Al-Suwaidi |

| 19 juillet 2025 19 h 30 | Rapport | Chine                                               | 81–90                               | Japon                                       |  | Centre sportif de Shenzhen Shenzhen Affluence : 8000 Arbitres : Preeda Muongmee Yana Nikogossyan Taha Al-Hashedi |
| 19 juillet 2025 19 h 30 | Rapport | Score par quart-temps : 27-27, 24-22, 14-24, 16-17  |                                     |                                             |  | Centre sportif de Shenzhen Shenzhen Affluence : 8000 Arbitres : Preeda Muongmee Yana Nikogossyan Taha Al-Hashedi |
| 19 juillet 2025 19 h 30 | Rapport | Score par mi-temps : 51-49, 30-41                   |                                     |                                             |  | Centre sportif de Shenzhen Shenzhen Affluence : 8000 Arbitres : Preeda Muongmee Yana Nikogossyan Taha Al-Hashedi |
| 19 juillet 2025 19 h 30 | Rapport | Yang S.Y., 19 Zhang Z.Y., 9 Yang L.W., 9 Han X., 21 | Points Rebonds Passes d. Évaluation | Tanaka, 27 Miyazawa, 9 Tanaka, 5 Tanaka, 26 |  | Centre sportif de Shenzhen Shenzhen Affluence : 8000 Arbitres : Preeda Muongmee Yana Nikogossyan Taha Al-Hashedi |

### Match pour la3eplace
| 20 juillet 2025 16 h 30 | Rapport | Corée du Sud                                       | 66–101                              | Chine                                                 |  | Centre sportif de Shenzhen Shenzhen Affluence : 4200 Arbitres : Scott Beker Ami Takano Leong Chuen Wing |
| 20 juillet 2025 16 h 30 | Rapport | Score par quart-temps : 14-31, 15-27, 19-26, 18-17 |                                     |                                                       |  | Centre sportif de Shenzhen Shenzhen Affluence : 4200 Arbitres : Scott Beker Ami Takano Leong Chuen Wing |
| 20 juillet 2025 16 h 30 | Rapport | Score par mi-temps : 29-58, 37-43                  |                                     |                                                       |  | Centre sportif de Shenzhen Shenzhen Affluence : 4200 Arbitres : Scott Beker Ami Takano Leong Chuen Wing |
| 20 juillet 2025 16 h 30 | Rapport | Park J.S., 14 Park J.H., 8 An H.J., 8 Heo Y.E., 15 | Points Rebonds Passes d. Évaluation | Wang S.Y., 19 Wang S.Y., 7 Wang S.Y., 7 Wang S.Y., 29 |  | Centre sportif de Shenzhen Shenzhen Affluence : 4200 Arbitres : Scott Beker Ami Takano Leong Chuen Wing |

### Finale
| 20 juillet 2025 19 h 30 | Rapport | Australie                                          | 88–79                               | Japon                                         |  | Centre sportif de Shenzhen Shenzhen Affluence : 3500 Arbitres : Yana Nikogossyan Glenn Cornelio Issam Al-Siyabi |
| 20 juillet 2025 19 h 30 | Rapport | Score par quart-temps : 29-20, 25-23, 13-16, 21-20 |                                     |                                               |  | Centre sportif de Shenzhen Shenzhen Affluence : 3500 Arbitres : Yana Nikogossyan Glenn Cornelio Issam Al-Siyabi |
| 20 juillet 2025 19 h 30 | Rapport | Score par mi-temps : 54-43, 34-36                  |                                     |                                               |  | Centre sportif de Shenzhen Shenzhen Affluence : 3500 Arbitres : Yana Nikogossyan Glenn Cornelio Issam Al-Siyabi |
| 20 juillet 2025 19 h 30 | Rapport | Fowler, 15 Aokuso, 8 George, 5 Fowler, 20          | Points Rebonds Passes d. Évaluation | Tanaka, 21 Miyazawa, 9 Tanaka, 5 Miyazawa, 23 |  | Centre sportif de Shenzhen Shenzhen Affluence : 3500 Arbitres : Yana Nikogossyan Glenn Cornelio Issam Al-Siyabi |

## Classement final
| Médaille d'or, Asie                      | Australie        | 5 | 5–0 |
| Médaille d'argent, Asie                  | Japon            | 6 | 4–2 |
| Médaille de bronze, Asie                 | Chine H T        | 5 | 4–1 |
| 4                                        | Corée du Sud     | 6 | 3–3 |
| Éliminés à l'issue des quarts de finale  |                  |   |     |
| 5                                        | Nouvelle-Zélande | 5 | 2–3 |
| 6                                        | Philippines      | 5 | 1–4 |
| Éliminés à l'issue de la phase de poules |                  |   |     |
| 7                                        | Liban            | 4 | 1–3 |
| 8                                        | Indonésie P      | 4 | 0–4 |

|  | Nation qualifiée pour la Coupe du monde 2026                                    |
|  | Nations qualifiées pour les tournois de qualification de la Coupe du monde 2026 |